# Catastroika
Catastroika ist ein griechischer Dokumentarfilm von 2012, der die Privatisierung von Staatseigentum kritisch untersucht. Die Filmemacher sind Aris Chatzistefanou und Katerina Kitidi. Die Filmemacher hatten zuvor mit Debtocracy weltweit ein Millionenpublikum erreicht.
Catastroika behandelt Privatisierungen in Kalifornien, England, Ostdeutschland (Treuhand), Frankreich, Italien und Russland. Im Film kommen Slavoj Zizek, Naomi Klein, Ken Loach und Greg Palast zu Wort. Kritisiert wird von ihnen ein Angriff auf die Demokratie auf Europa nach der Finanzkrise.
Titel Thesen Temperamente nannte die Low-Budget-Produktion einen Kultfilm.